# 動悸
動悸（どうき、英語: palpitations）とは心臓の拍動が自分で感じられる状態を指す。
動悸は病気ではない。
動作時や貧血時にみられるが、基本的には自覚症状であり他覚症状ではない。「心臓がドキドキする」などと表現されるが、必ずしも心拍数が上昇しているわけではなく徐脈の時にも生じることがある。1分間に100回以上の心拍数が計測される場合は頻脈とされ、病的なものとして扱われる。
動悸がなぜ生じるのかは明らかになっていない。本稿では動悸を「必要な心拍数と実際の心拍数の解離がみられる状態で生じる心臓の拍動が、自分で感じられる状態」と定義し、主に医学的な側面を記載する。

## 動悸を起こす疾患
動悸を起こす疾患は多岐におよび循環器疾患ならばどんなものでも動悸は起こりえる。またそれ以外の全身疾患でも起こることがある。
| 分類             | 疾患                                                 |
| ---------------- | ---------------------------------------------------- |
| 心疾患           | 虚血性心疾患、弁膜症、心筋症など                     |
| 肺疾患           | 肺炎、COPDなど                                       |
| 消化器疾患       | 消化管出血など                                       |
| 血液疾患         | 貧血など                                             |
| 内分泌代謝性疾患 | 甲状腺機能亢進症、低血糖、褐色細胞腫                 |
| 感染症           | 敗血症、発熱                                         |
| 中毒             | アルコール、テオフィリン中毒、アンフェタミン中毒など |
| アレルギー       | アナフィラキシーなど                                 |
| 薬物性           | アルコール、抗コリン薬など                           |
| 神経原性         | 自律神経失調症など                                   |
| 精神疾患         | パニック障害、うつ病など                             |
| その他           | 脱水、低酸素血症                                     |

## 動悸のマネジメント
一過性の動悸であるか持続性の動悸であるのかでマネジメントは大きく異なる。来院時に動悸が消失していれば一過性動悸と考え原因検索となるが持続する場合はバイタルサイン、心電図の計測を行い、ACLSアルゴリズムに従い不整脈をコントロールする必要がある。コントロール後に動悸の原因疾患を検索する。原因検索を行う上で有効な検査としては、問診、身体診察、心電図、血液検査、画像検査などがあげられる。
問診で重要な事項としては動悸がいつ、どれ位生じたかであり、安静時か労作時に出現したのか、誘因はあるのか、頻度はどれくらい起こったのか持続時間はどれくらいあったのかなどがあげられる。既往歴としては動悸での病院受診歴、受けた検査、その他の基礎疾患が重要となる。家族歴の心臓病や突然死のエピソードも手掛かりになることは多い。社会歴としては職業、スポーツ歴、たばこ、酒、薬物歴、アレルギーの有無が重要となる。また発熱、胸痛といった随伴症状の有無を確認する。
身体診察では眼瞼結膜の貧血、甲状腺腫大、心雑音、肺雑音、下腿浮腫の有無が重要である。心電図検査では脈拍数、リズム、その他の虚血性変化やQT延長、δ波の有無などを確認する。血液検査では甲状腺機能、凝固機能検査、CKやトロポニンTをはじめ一般的なものが調べられることが多い。
動悸が持続したとしても洞調律であり徐脈または頻脈の場合は基礎疾患の治療のみを行う。洞調律の頻脈のみで致死的な疾患である可能性はかなり少ない。しかし洞調律では心拍数は150回/分以上にはならないのが一般的である。心拍数が150回/分以上の場合は不整脈があると考え、薬物療法を行う場合が多い。
診断がついたら疾患に基づいたおのおのの治療が主に循環器内科にて行われる。

## 漢方薬治療
動悸の訴えがあるが、ホルター心電図や心臓超音波検査などで異常が指摘されない場合は漢方薬が補完医療として用いられることがある。炙甘草湯（しゃかんぞうとう、ツムラ64番）が動悸の症状緩和に用いられることがある。炙甘草湯が無効のときストレス依存性の動悸の場合は柴胡加竜骨牡蛎湯（さいこかりゅうこつぼれいとう、ツムラ12番）が効果あることもある。柴胡加竜骨牡蛎湯はストレス依存性の高血圧の降圧にも有効である。疲れの訴えがある場合は補中益気湯（ほちゅうえっきとう、ツムラ41番）、胃もたれを伴えば六君子湯（りっくんしとう、ツムラ43番）、心身症を疑う場合は柴胡桂枝湯（さいこけいしとう、ツムラ10番）を用いることもある。